# Trung Sơn, Quảng Đông
Trung Sơn (tiếng Trung: 中山; bính âm: Zhōngshān) là thành phố địa cấp thị của tỉnh Quảng Đông.
Diện tích: 1.800 km², dân số năm 2006 là 2,5 triệu người, GDP 1.036 tỷ nhân dân tệ.

## Lịch sử
Ban đầu thành phố này là một huyện tên gọi là Hương Sơn (香山) và sau đó được đổi tên để vinh danh Tôn Trung Sơn (hay còn được gọi bằng tên khác là Tôn Dật Tiên) - người được nhiều người cho là quốc phụ của Trung Quốc ngày nay. Tôn Trung Sơn sinh ra tại thôn Thúy Hanh (ngày nay là một phần của trấn Nam Lãng nằm bên ngoài trung tâm của Trung Sơn). Trước khi đổi tên, huyện là một phần của Việt Hải Đạo (粵海道).

## Địa lý
Trung Sơn giáp Quảng Châu phía đông bắc, Phật Sơn về phía tây bắc, Giang Môn phía tây và Châu Giang phía đông. Thâm Quyến nằm phía bờ đông đối diện với Trung Sơn qua sông và Châu Hải, Ma Cao nằm về phía nam.

## Các cảnh đẹp thành phố
Trung Sơn có nhiều công viên cây xanh, các đại lộ rộng rãi và nhiều tượng đài. Các điểm tham quan nổi tiếng có:
- Tôn Văn Tây Lộ trong khu phố cố của Trung Sơn, một phố đi bộ với nhiều cửa hàng với kiểu kiến trúc thời thuộc địa theo phong cách cảng buôn (treaty port). Một vài tòa nhà trong số này được xây dựng vào thập niên 1920. Tại khắp thành phố có thể thấy rõ tháp Phụ Phong Văn Bút 7 tầng hình bát giác, được xây dựng vào năm 1608, tọa lạc trên một ngọn đồi tại công viên Trung Sơn, giáp với đầu phía tây của Tôn Văn Tây Lộ ngay tại phía bắc. Một tòa nhà tưởng niệm Tôn Trung Sơn nằm ngay cạnh tháp này.
- Công viên kỷ niệm Tôn Văn, tọa lạc tại phía nam đường Hưng Trung, là nơi đặt bức tượng đồng lớn nhất của Tôn Dật Tiên trên thế giới.

## Các đơn vị hành chính

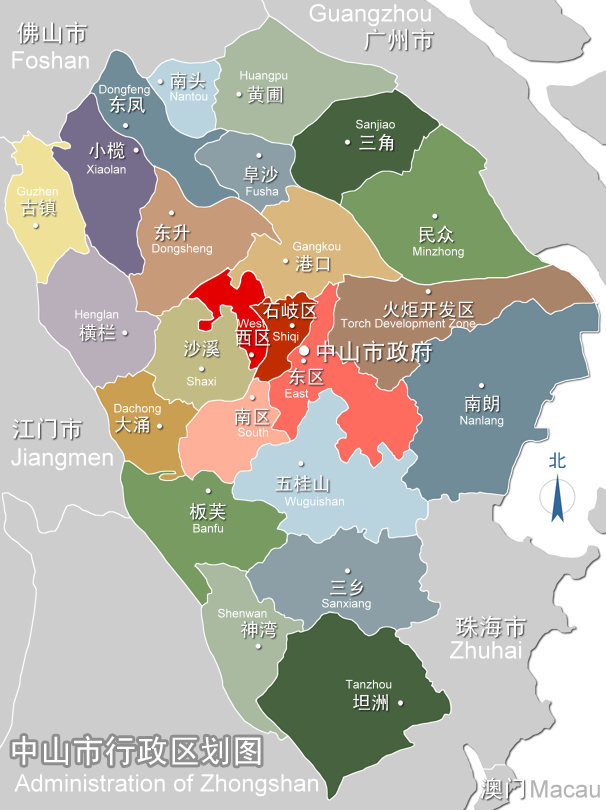
Bản đồ các đơn vị hành chính của Trung Sơn

Trung Sơn là một thành phố thuộc tỉnh (địa cấp thị) với đặc điểm phân chia hành chính không giống các thành phố khác là không có các đơn vị cấp huyện. Chính quyền thành phố quản lý 18 trấn, 6 nhai đạo biện sự xứ (phó khu/quận) và 1 khu phát triển:
- 6 nhai đạo: Thạch Kỳ (石岐), Đông Khu (东区), Trung Sơn Cảng (中山港), Tây Khu (西区), Nam Khu (南区), Ngũ Quế Sơn (五桂山).
- 18 trấn: Tiểu Lãm (小榄), Hoành Phố (横圃), Dân Chúng (民众), Đông Phượng (东凤), Đông Thăng (东升), Cổ Trấn (古镇), Sa Khê (沙溪), Thản Châu (坦洲), Cảng Khẩu (港口), Tam Giác (三角), Hoành Lan (横栏), Nam Đầu (南头), Phụ Sa (阜沙), Nam Lãng (南朗), Tam Hương (三乡), Bản Phù (板芙), Đại Dũng (大涌),  Thần Loan (神湾).
- 1 khu phát triển: khu phát triển công nghiệp công nghệ cao Hỏa Cự Trung Sơn (火炬高技术产业开发区)

## Kinh tế

### Các ngành sản xuất chính
Các ngành sản xuất chính bao gồm nông nghiệp trồng lúa, vải, chuối, và mía. Ngoài ra, nghề làm vườn tại trấn Tiểu Lãm nổi tiếng khắp miền Nam Trung Quốc với các đồng hoa cúc nở rộ.

### Công nghiệp chế tạo
Trung Sơn, cùng với Đông Hoản, Nam Hải và Thuận Đức được mệnh danh là Tứ tiểu hổ ở Quảng Đông. Vị trí gần Hồng Kông và Ma Cao là một lợi thế phát triển kinh tế, đặc biệt là chế tạo.

## Du lịch
Một vài nhà nghỉ suối nước nóng nằm tại trấn Tam Hương.

## Giáo dục

### Cao đẳng và đại học
- Đại học Y khoa Tôn Dật Tiên
- Cao đẳng Trung Sơn

## Giao thông vận tải
- Công ty vận tải hành khách Châu Giang (Chu Kong Passenger Transport, CKS) nối Trung Sơn với Hồng Kông bằng dịch vụ phà cao tốc theo lịch trình định sẵn.

## Hình ảnh

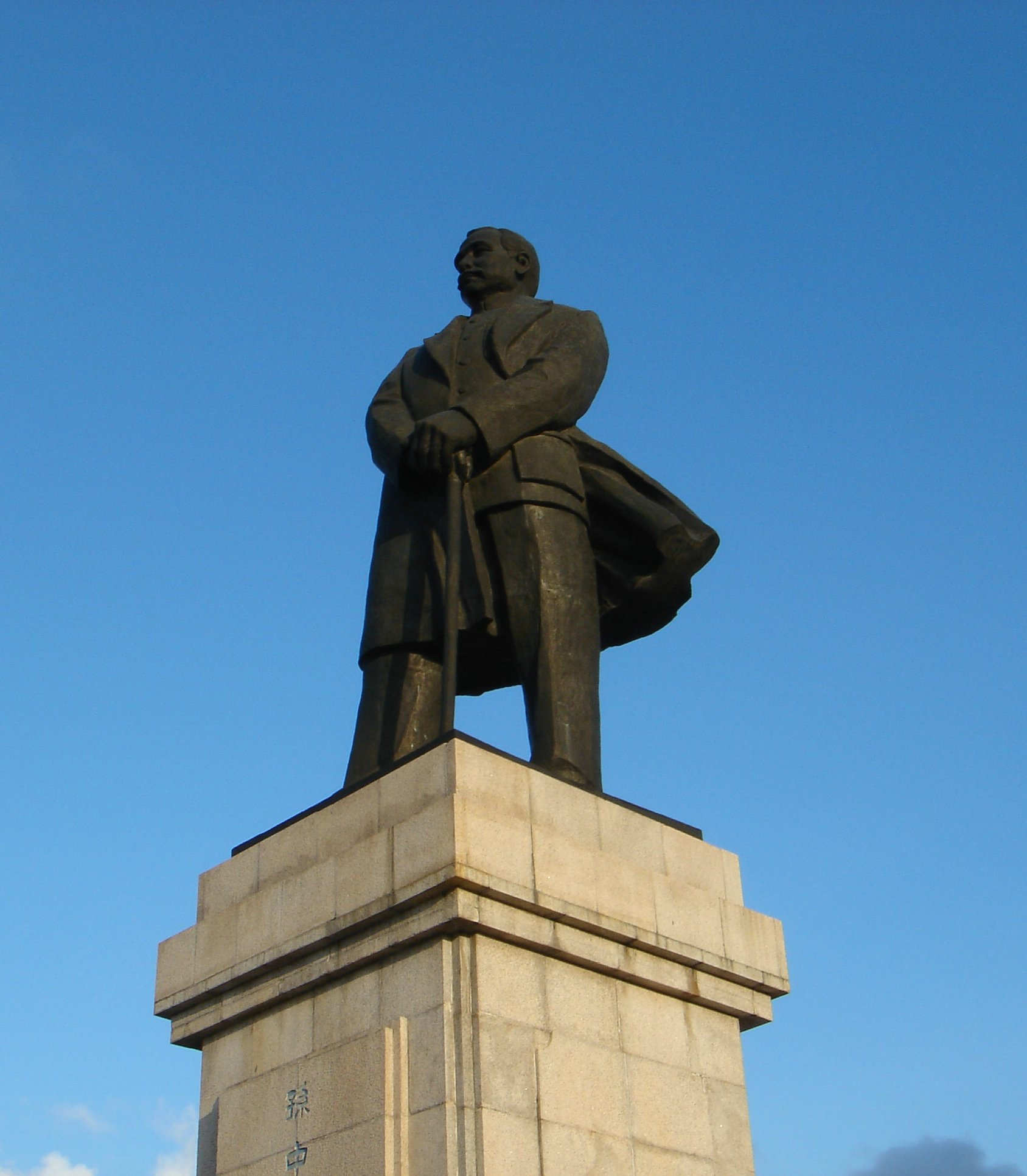
Tượng Tôn Trung Sơn ở Công viên kỷ niệm Tôn Văn.
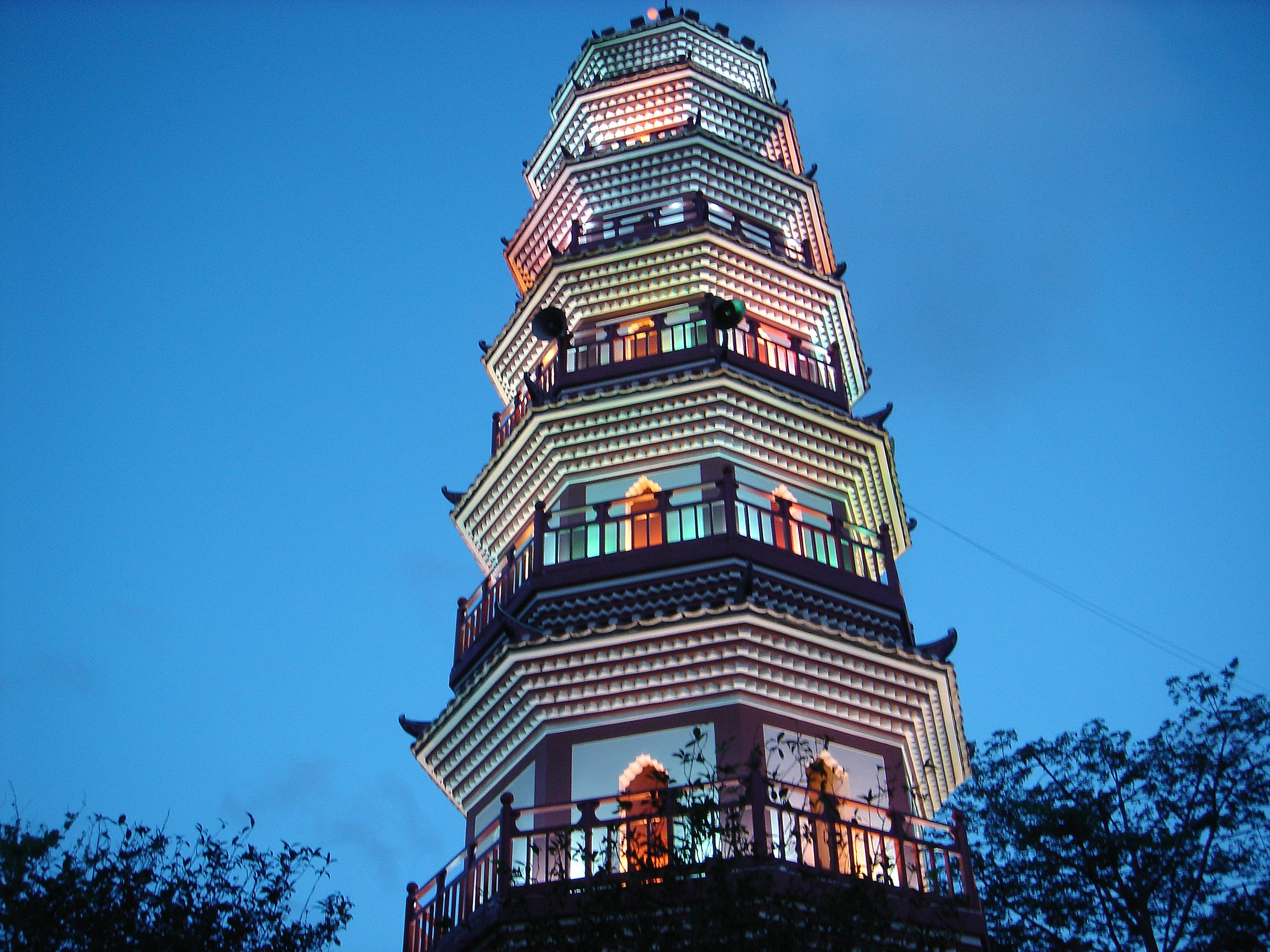
Tháp Phụ Phong Văn Bút tại Công viên Trung Sơn.